# Friedrich Encke
Georg Friedrich Encke (* 23. September 1782 in Meyenburg; † 26. März 1852 in Eutin) war ein deutscher evangelisch-lutherischer Geistlicher und Pädagoge.

## Leben
Encke wurde in Hamburg als Sohn des Archidiakons an der Hauptkirche Sankt Jacobi, August Johann Michael Encke (1749–1795), in Meyenburg geboren, wo sein Vater damals Pastor war. Franz Encke (1791–1865) und August Encke (1794–1860) waren seine jüngeren Brüder, die Pädagogin und Leiterin einer Knabenschule in Hamburg, Dorothea Encke (1780–1874), seine Schwester.
Seine Schulbildung erhielt Encke an dem Lehrinstitut von Karl Friedrich Hipp (1763–1838), der Gelehrtenschule des Johanneums und ab 1801 am Akademischen Gymnasium in Hamburg. Ab Ostern 1802 studierte er Evangelische Theologie an der Universität Göttingen und erhielt dazu das Stipendiat aus dem Testament des Dr. Jungius.
Nach seinem Studium kehrte Encke zurück nach Hamburg und wurde am 13. November 1807 Kandidat des Geistlichen Ministeriums. 1808 wurde er Diakon an der Hauptkirche Sankt Katharinen, 1810 Prediger an der Heiligen Geist-Kirche, an der Sankt Pankratius-Kirche in Ochsenwerder und der Hauptkirche Sankt Petri, 1814 an der Hauptkirche Sankt Nikolai und im Jahr 1815 an der Dreieinigkeitskirche in Allermöhe und der Waisenhaus-Kirche. Von 1810 bis 1815 war er außerdem, unter der Direktion von Johann Gottfried Gurlitt (1754–1827), Collaborator an der Gelehrtenschule des Johanneums.
Im Dezember 1815 wurde er als Prediger an die St.-Michaelis-Kirche nach Eutin berufen, wo er 1833 zum Hauptpastor aufstieg und diese Stellung bis zu seinem Lebensende 1852 behielt.
Encke war mit Hedwig Picken (1788–1845) aus Glückstadt verheiratet.